# Cryptocarya ovalifolia
Cryptocarya ovalifolia là loài thực vật có hoa trong họ Nguyệt quế. Loài này được (Danguy) van der Werff mô tả khoa học đầu tiên năm 2008.